# الأيام الطويلة (فلم)
الأيام الطويلة هو فيلم تم إنتاجه في العراق، من رواية الأيام الطويلة التي كتب فيها سيرة حياة صدام حسين باسماء مستعارة، كتبها عبد الأمير معلة. الفيلم من إخراج توفيق صالح وكتابة صدام حسين وتوفيق صالح.

## بطولة
- صدام كامل

## روابط خارجية
- مقالات تستعمل روابط فنية بلا صلة مع ويكي بيانات